# Список экорегионов Марокко
Ниже приводится список экорегионов в Марокко, согласно Всемирному Фонду дикой природы (ВФП). Этот список не включает экорегионы Западной Сахары (см. Список экорегионов Западной Сахары).

## Наземные экорегионы
по основным типам местообитаний

### Палеарктика

#### Средиземноморские леса, редколесья и кустарники
- Средиземноморские сухие редколесья и степи
- Средиземноморские редколесья и леса
- Средиземноморские акациево-арганиевые сухие леса и суккулентные заросли

#### Хвойные леса
- Средиземноморские хвойные и смешанные леса

#### Горные луга и кустарники
- Средиземноморские можжевельники Высокого Атласа

#### Пустыни и засухоустойчивые кустарники
- Степи и редколесья Северной Сахары

## Пресноводные экорегионы
- Постоянный Магриб
- Временный Магриб

## Морские экорегионы
- Альборанское море
- Апвеллинг Сахары